# Алексеевка (Хабаровский край)
Алексе́евка — село в Николаевском районе Хабаровского края. Входит в состав Нижнепронгенского сельского поселения.

## География
Село находится на берегу Амурского лимана.

## Население
| 2002 | 2010 | 2011 | 2012 | 2021 |
| ---- | ---- | ---- | ---- | ---- |
| 11   | ↘7   | →7   | ↘6   | ↘1   |

## Улицы
В селе имеется одна улица — Амурская.